# Austria na Zimowych Igrzyskach Olimpijskich 1956
Austrię na Zimowych Igrzyskach Olimpijskich 1956 reprezentowało 60 zawodników.

## Zdobyte medale
| Medal  | Zawodnik                  | Dyscyplina            | Konkurencja            |
| ------ | ------------------------- | --------------------- | ---------------------- |
| Złoto  | Toni Sailer               | Narciarstwo alpejskie | zjazd mężczyzn         |
| Złoto  | Toni Sailer               | Narciarstwo alpejskie | gigant slalom mężczyzn |
| Złoto  | Toni Sailer               | Narciarstwo alpejskie | slalom mężczyzn        |
| Złoto  | Sissy Schwarz Kurt Oppelt | Łyżwiarstwo figurowe  | pary sportowe          |
| Srebro | Andreas Molterer          | Narciarstwo alpejskie | gigant slalom mężczyzn |
| Srebro | Josefa Frandl             | Narciarstwo alpejskie | gigant slalom kobiet   |
| Srebro | Regina Schōpf             | Narciarstwo alpejskie | slalom kobiet          |
| Brąz   | Andreas Molterer          | Narciarstwo alpejskie | zjazd mężczyzn         |
| Brąz   | Walter Schuster           | Narciarstwo alpejskie | gigant slalom mężczyzn |
| Brąz   | Dorothea Hochleitner      | Narciarstwo alpejskie | gigant slalom kobiet   |
| Brąz   | Ingrid Wendl              | Łyżwiarstwo figurowe  | singiel kobiet         |

## Skład kadry

### Biegi narciarskie
Mężczyźni
| Zawodnik                                                    | Konkurencja        | czas      | Pozycja |
| ----------------------------------------------------------- | ------------------ | --------- | ------- |
| Josef Schneeberger                                          | Bieg na 15 km      | 54:21,0   | 28.     |
| Karl Rafreider                                              | Bieg na 15 km      | 54:51,0   | 35.     |
| Hermann Mayr                                                | Bieg na 15 km      | 55:51,0   | 39.     |
| Oskar Schulz                                                | Bieg na 15 km      | 59:56,0   | 59.     |
| Josef Schneeberger Oskar Schulz Hermann Mayr Karl Rafreider | Sztafeta 4 × 10 km | 2:30:50,0 | 11.     |

### Bobsleje
Mężczyźni
| Osada | Zawodnik                                                     | Konkurencja | Ślizg 1 | Ślizg 2 | Ślizg 3 | Ślizg 4 | Łącznie | Pozycja |
| ----- | ------------------------------------------------------------ | ----------- | ------- | ------- | ------- | ------- | ------- | ------- |
| AUT-1 | Paul Aste Heinrich Isser                                     | Dwójki      | 1:26,32 | 1:25,82 | 1:26,61 | 1:25,22 | 5:43,97 | 12.     |
| AUT-2 | Karl Wagner Adolf Tonn                                       | Dwójki      | 1:26,15 | 1:27,06 | 1:26,73 | 1:26,35 | 5:46,29 | 15.     |
| AUT-2 | Kurt Loserth Wilfried Thurner Karl Schwarzböck Frank Dominik | Czwórki     | 1:19,37 | 1:19,12 | 1:20,08 | 1:19,72 | 5:18,29 | 7.      |
| AUT-2 | Karl Wagner Fritz Rursch Adolf Tonn Heinrich Isser           | Czwórki     | 1:19,00 | 1:20,74 | 1:19,98 | 1:20,30 | 5:20,62 | 10.     |

### Hokej na lodzie
Reprezentacja mężczyzn
| - Alfred Püls - Robert Nusser - Franz Potucek - Hermann Knoll - Hans Mössmer - Hans Scarsini - Hans Zollner - Fritz Spielmann - Wilhelm Schmid |  | - Walter Znenahlik - Gerhard Springer - Adolf Hafner - Hans Wagner - Max Singewald - Kurt Kurz - Konrad Staudinger - Wolfgang Jöchl |

Reprezentacja Austrii brała udział w rozgrywkach grupy A turnieju olimpijskiego zajmując w niej czwarte miejsce. W grupie pocieszenia zajęła również czwarte miejsce. Ostatecznie reprezentacja Austrii została sklasyfikowana na 10. miejscu.

### Rozgrywki grupowe
Grupa A
| Drużyna | M | Mecze | Mecze | Mecze | Bramki | Bramki | Bramki | Pkt |
| Drużyna | M | W     | R     | P     | +      | -      | +/-    | Pkt |
| ------- | - | ----- | ----- | ----- | ------ | ------ | ------ | --- |
| Kanada  | 3 | 3     | 0     | 0     | 30     | 1      | +29    | 6   |
| Niemcy  | 3 | 1     | 1     | 1     | 9      | 6      | +3     | 3   |
| Włochy  | 3 | 0     | 2     | 1     | 5      | 7      | -2     | 2   |
| Austria | 3 | 0     | 1     | 2     | 2      | 32     | -30    | 1   |

Wyniki
| 26 stycznia 1956 | Włochy | 2:1 | Austria | Olympic Ice Stadium |

| Godzina: 19:00 |  |  |  | Sędzia główny: Hauser Sędziowie liniowi: Johannesen |

| 27 stycznia 1956 | Kanada | 23:0 | Austria | Olympic Ice Stadium |

| Godzina: 14:30 |  |  |  | Sędzia główny: Galetti Sędziowie liniowi: Demetz |

| 29 stycznia 1956 | Niemcy | 7:0 | Austria | Olympic Ice Stadium |

| Godzina: 16:00 |  |  |  | Sędzia główny: Ahlin Sędziowie liniowi: Axberg |

#### Grupa pocieszenia
| Drużyna    | M | Mecze | Mecze | Mecze | Bramki | Bramki | Bramki | Pkt | Uwagi |
| Drużyna    | M | W     | R     | P     | +      | -      | +/-    | Pkt | Uwagi |
| ---------- | - | ----- | ----- | ----- | ------ | ------ | ------ | --- | ----- |
| Włochy     | 3 | 3     | 0     | 0     | 21     | 7      | +14    | 6   |       |
| Polska     | 3 | 2     | 0     | 1     | 12     | 10     | +2     | 4   |       |
| Szwajcaria | 3 | 1     | 0     | 2     | 12     | 18     | -6     | 2   |       |
| Austria    | 3 | 0     | 0     | 3     | 9      | 19     | -10    | 0   |       |

Wyniki
| 31 stycznia 1956 | Szwajcaria | 7:4 | Austria | Olympic Ice Stadium |

| Godzina: 15:30 |  |  |  | Sędzia główny: Tencza Sędziowie liniowi: Kanunnikow |

| 1 lutego 1956 | Austria | 2:8 | Włochy | Olympic Ice Stadium |

| Godzina: 19:00 |  |  |  | Sędzia główny: Tencza Sędziowie liniowi: Johannesen |

| 2 lutego 1956 | Austria | 3:4 | Polska | Olympic Ice Stadium |

| Godzina: 16:00 |  |  |  | Sędzia główny: Demetz Sędziowie liniowi: Johannesen |

### Kombinacja norweska
Mężczyźni
| Zawodnik        | Konkurencja   | Bieg narciarski | Bieg narciarski | Bieg narciarski | Skoki narciarskie | Skoki narciarskie | Skoki narciarskie | Skoki narciarskie | Skoki narciarskie | Skoki narciarskie | Skoki narciarskie | Skoki narciarskie | Łącznie | Pozycja |
| Zawodnik        | Konkurencja   | Czas biegu      | Pozycja         | Punkty          | Skok 1            | Nota              | Skok 2            | Nota              | Skok 3            | Nota              | Punkty            | Pozycja           | Łącznie | Pozycja |
| --------------- | ------------- | --------------- | --------------- | --------------- | ----------------- | ----------------- | ----------------- | ----------------- | ----------------- | ----------------- | ----------------- | ----------------- | ------- | ------- |
| Josef Schiffner | Indywidualnie | 1:02:02,0       | 25.             | 217,8           | 71,5              | 105,0             | 73,5              | 106,0             | 73,0              | 101,0             | 211,5             | 4.                | 429,3   | 11.     |
| Willi Egger     | Indywidualnie | 1:03:00,0       | 28.             | 214,1           | 69,5              | 102,0             | 73,0              | 105,0             | 72,5              | 103,0             | 208,0             | 7.                | 422,1   | 16.     |
| Leopold Kohl    | Indywidualnie | 1:01:00,0       | 21.             | 221,8           | 66,5              | 97,5              | 69,5              | 101,0             | 68,0              | 95,5              | 198,5             | 16.               | 420,3   | 17.     |

### Łyżwiarstwo figurowe
| Zawodnik                     | Konkurencja   | Nota   | Pozycja |
| ---------------------------- | ------------- | ------ | ------- |
| Ingrid Wendl                 | Solistki      | 159,44 | brąz    |
| Hanna Eigel                  | Solistki      | 157,15 | 5.      |
| Hanna Walter                 | Solistki      | 153,89 | 7.      |
| Norbert Felsinger            | Soliści       | 150,55 | 7.      |
| Sissy Schwarz Kurt Oppelt    | Pary sportowe | 11,31  | złoto   |
| Liesel Ellend Konrad Lienert | Pary sportowe | 10,38  | 9.      |

### Łyżwiarstwo szybkie
Mężczyźni
| Zawodnik          | Konkurencja   | Konkurencja   | Konkurencja    | Konkurencja    | Konkurencja    | Konkurencja    | Konkurencja      | Konkurencja      |
| Zawodnik          | Bieg na 500 m | Bieg na 500 m | Bieg na 1500 m | Bieg na 1500 m | Bieg na 5000 m | Bieg na 5000 m | Bieg na 10 000 m | Bieg na 10 000 m |
| Zawodnik          | Czas          | Miejsce       | Czas           | Miejsce        | Czas           | Miejsce        | Czas             | Miejsce          |
| ----------------- | ------------- | ------------- | -------------- | -------------- | -------------- | -------------- | ---------------- | ---------------- |
| Franz Offenberger | 43,8          | 32.           | 2:17,3         | 31.            | 8:30,8         | 34.            |                  |                  |
| Ernst Biel        | 44,2          | 37.           | 2:23,5         | 51.            |                |                |                  |                  |
| Kurt Eminger      | 44,4          | 41.           | 2:19,0         | 38.            | 8:39,5         | 38.            |                  |                  |
| Arthur Mannsbarth |               |               | 2:17,4         | 32.            | 8:23,6         | 28.            | 17:47,8          | 29.              |

### Narciarstwo alpejskie
Mężczyźni
| Zawodnik         | Konkurencja     | Konkurencja     | Konkurencja   | Konkurencja   | Konkurencja       | Konkurencja              | Konkurencja              | Konkurencja              |
| Zawodnik         | Zjazd           | Zjazd           | Slalom gigant | Slalom gigant | Slalom specjalny  | Slalom specjalny         | Slalom specjalny         | Slalom specjalny         |
| Zawodnik         | Czas            | Pozycja         | Czas          | Pozycje       | Czas 1. przejazdu | Czas 2. przejazdu        | Czas łączny              | Pozycja                  |
| ---------------- | --------------- | --------------- | ------------- | ------------- | ----------------- | ------------------------ | ------------------------ | ------------------------ |
| Anton Sailer     | 2:52,2          | złoto           | 3:00,1        | złoto         | 1:27,2            | 1:47,4                   | 3:14,7                   | złoto                    |
| Andreas Molterer | 2:56,2          | brąz            | 3:06,5        | srebro        | Dyskwalifikacja   | Nie ukończył konkurencji | Nie ukończył konkurencji | Nie ukończył konkurencji |
| Josef Rieder     | Dyskwalifikacja | Dyskwalifikacja |               | 1:47,0        | DYskwalifikacja   | Nie ukończył konkurencji | Nie ukończył konkurencji |                          |
| Walter Schuster  | Dyskwalifikacja | Dyskwalifikacja | 3:07,2        | brąz          |                   |                          |                          |                          |
| Ernst Hinterseer |                 |                 | 3:08,5        | 6.            |                   |                          |                          |                          |
| Othmar Schneider |                 |                 |               |               | 1:35,8            | 2:00,0                   | 3:35,8                   | 12.                      |

Kobiety
| Zawodniczka          | Konkurencja | Konkurencja | Konkurencja   | Konkurencja   | Konkurencja       | Konkurencja       | Konkurencja      | Konkurencja      |
| Zawodniczka          | Zjazd       | Zjazd       | Slalom gigant | Slalom gigant | Slalom specjalny  | Slalom specjalny  | Slalom specjalny | Slalom specjalny |
| Zawodniczka          | Czas        | Pozycja     | Czas          | Pozycja       | Czas 1. przejazdu | Czas 2. przejazdu | Czas łączny      | Pozycja          |
| -------------------- | ----------- | ----------- | ------------- | ------------- | ----------------- | ----------------- | ---------------- | ---------------- |
| Hilde Hofherr        | 1:47,3      | 4.          |               |               | 58,2              | 1:25,3            | 2:23,5           | 24.              |
| Dorothea Hochleitner | 1:47,9      | 7.          | 1:58,2        | brąz          | 1:00,4            | 1:00,6            | 2:01,00          | 12.              |
| Trude Klecker        | 1:50,6      | 12.         | 2:08,5        | 33.           |                   |                   |                  |                  |
| Josefa Frandl        | 1:51,0      | 13.         | 1:57,8        | srebro        | 1:00,4            | 57,5              | 1:57,9           | 5.               |
| Regina Schöpf        |             |             | 2:00,6        | 9.            | 56,0              | 59,4              | 1:55,4           | srebro           |

### Skoki narciarskie
Mężczyźni
| Skoczek              | Skok 1    | Skok 1 | Skok 2    | Skok 2 | Nota  | Pozycja |
| Skoczek              | odległość | Nota   | odległość | Nota   | Nota  | Pozycja |
| -------------------- | --------- | ------ | --------- | ------ | ----- | ------- |
| Josef Bradl          | 77,5      | 104,5  | 77,0      | 101,0  | 205,5 | 12.     |
| Walter Habersatter   | 77,5      | 102,0  | 77,5      | 99,5   | 201,5 | 15.     |
| Rudolf Schweinberger | 74,5      | 100,0  | 75,0      | 99,0   | 199,0 | 19.     |
| Otto Leodolter       | 72,0      | 94,0   | 72,5      | 91,0   | 185,0 | 30.     |